# Embalse de Arbón
El embalse de Arbón es un embalse español situado en el occidente del Principado de Asturias, sobre el cauce del río Navia. Fue inaugurado en el año 1967 y tiene una capacidad de 38,20 hm³ Constituye el primer aprovechamiento hidroeléctrico del río Navia, situándose su presa a tan solo 12 km de la desembocadura en el mar Cantábrico. Posteriormente, se encuentran los embalses de Doiras y Salime, respectivamente.
Su presa, está situada en la parroquia de Arbón, en el concejo de Villayón, en el límite con el concejo de Coaña. Además de por estos dos, sus aguas se extienden por el concejo de Boal.
Su aprovechamiento es fundamentalmente hidroeléctrico, aunque se destina también para usos deportivos y lúdicos.
Los ríos Cabornel y de Riofrío dan sus aguas al Navia en el embalse de Arbón.

## Central hidroeléctrica de Arbón
La central de Arbón es una central hidroeléctrica ubicada en las proximidades de la presa del embalse de Arbón. Cuenta con dos grupos generadores, Arbón I y Arbón II, que entraron en explotación comercial en 1967 y 1968 respectivamente, de 28 MW cada uno. Pertenece a la empresa Electra de Viesgo, hoy Viesgo, y evacua su energía a través de una red de 132 kV.